# Stor hättemossa
Stor hättemossa (Orthotrichum lyellii) är en bladmossart som beskrevs av W. J. Hooker och Thomas Taylor 1818. Stor hättemossa ingår i släktet hättemossor, och familjen Orthotrichaceae. Enligt den finländska rödlistan är arten akut hotad i Finland. Arten är reproducerande i Sverige. Artens livsmiljö är lundskogar. Inga underarter finns listade i Catalogue of Life.

## Bildgalleri

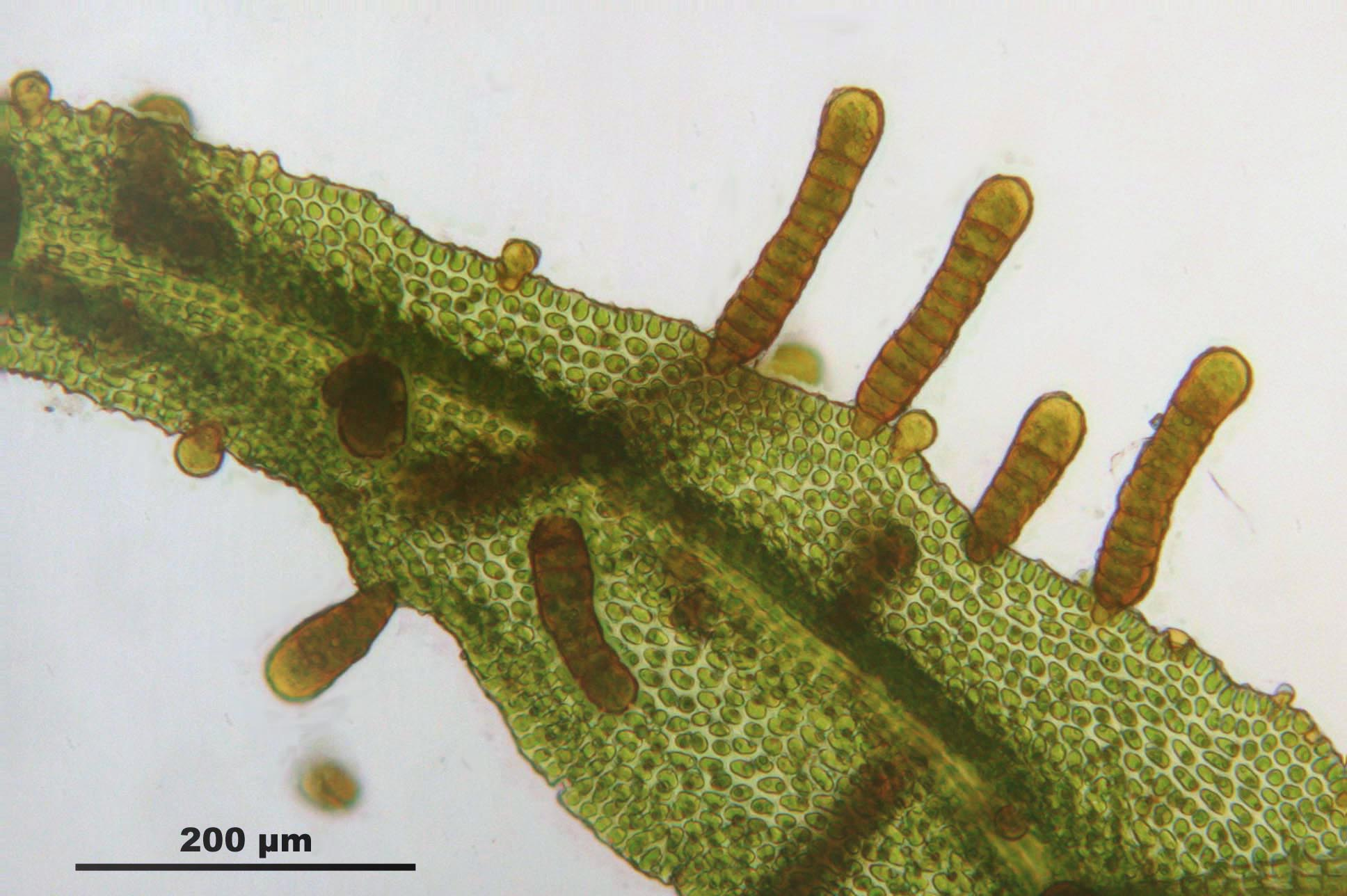
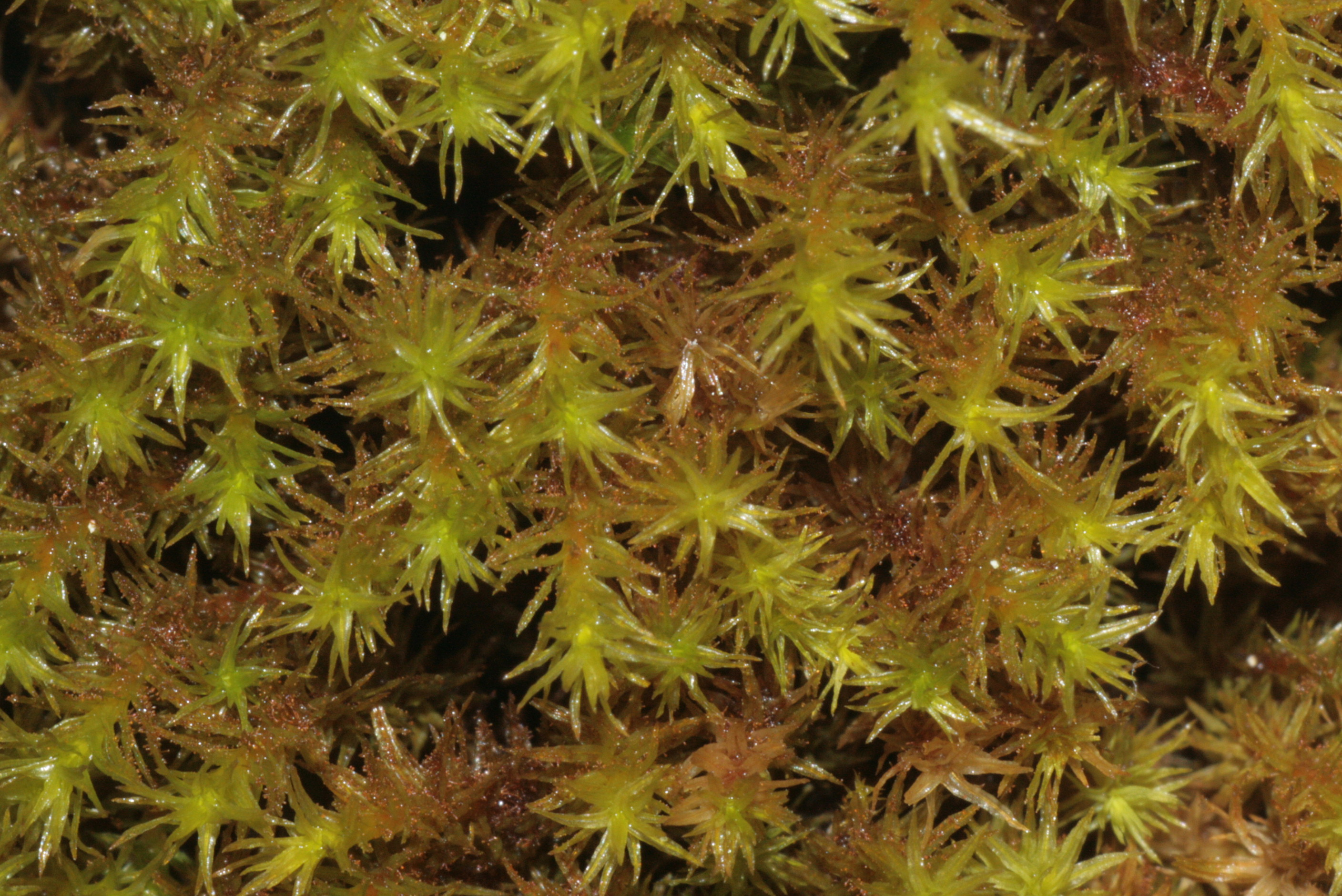
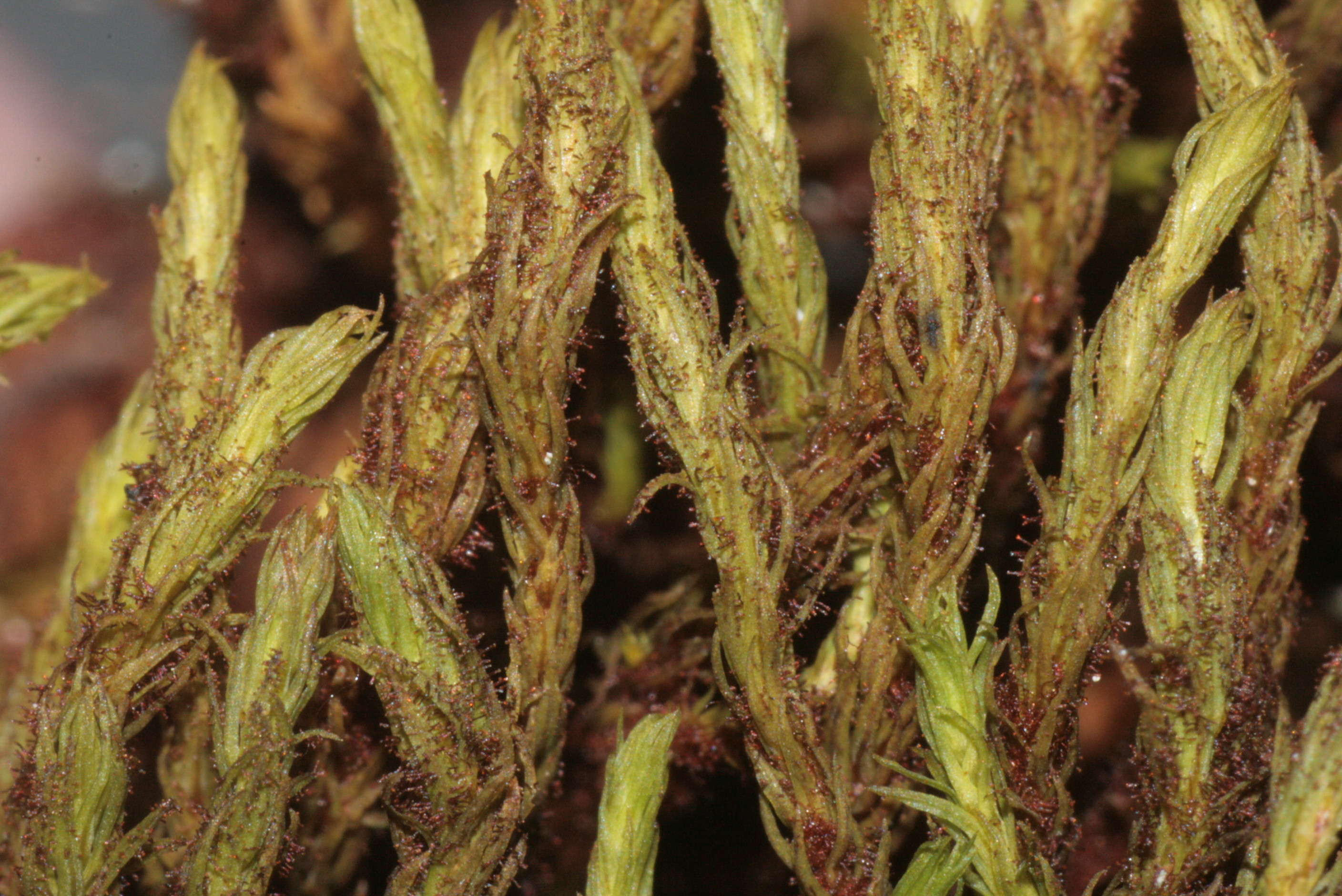
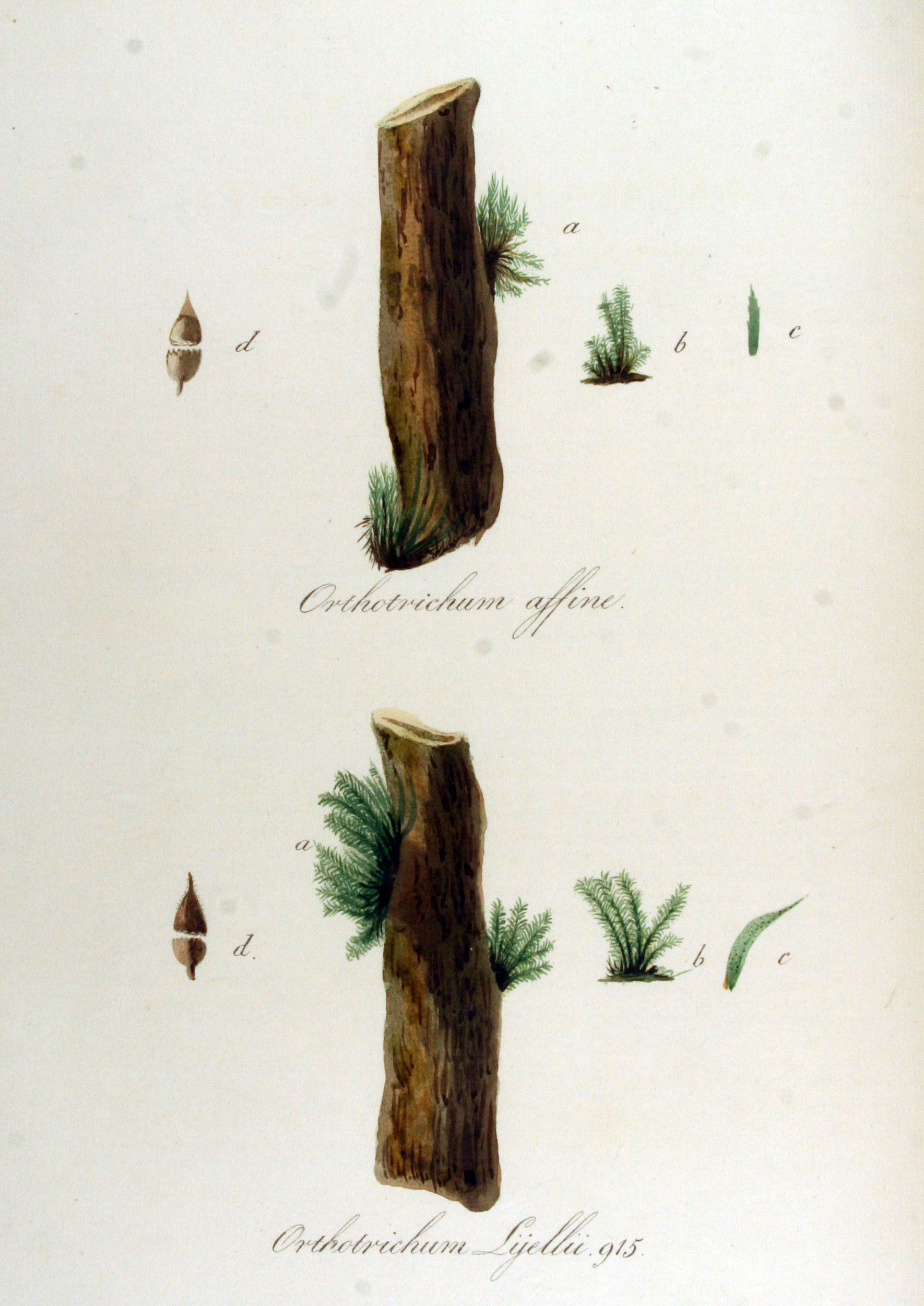
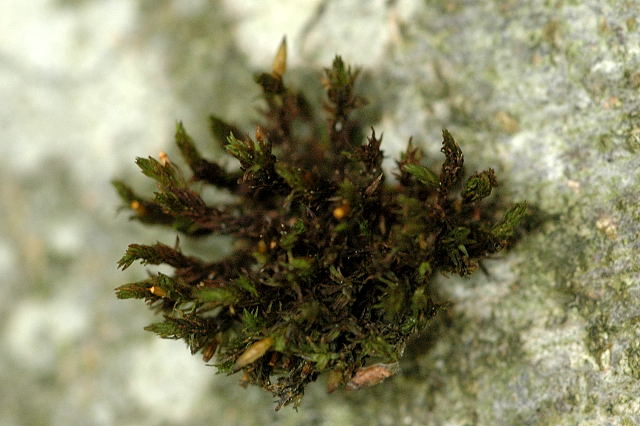
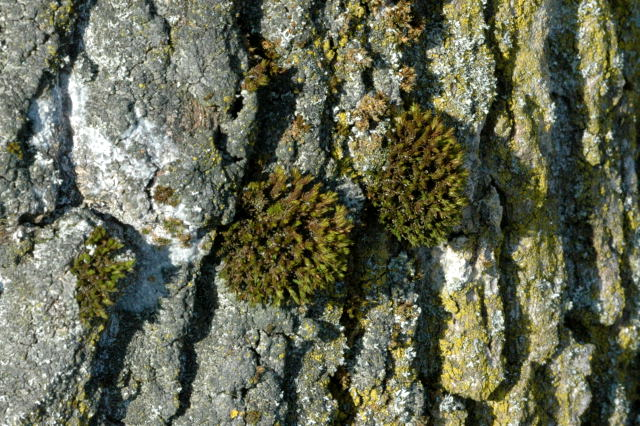